# Solidarietà dipendente
La solidarietà dipendente è un'ipotesi di solidarietà, per cui il fisco potrà chiedere il pagamento dell'intero a ciascuno dei debitori solidali, ma la particolarità sta nel fatto che i debitori sono collocati su piani differenti: abbiamo infatti l'"obbligato principale" e l'"obbligato dipendente". 
Questa diversità si coglie nella circostanza che l'obbligato principale potrà far valere sempre e soltanto le sue eccezioni, mentre l'obbligato dipendente potrà far valere non soltanto le sue eccezioni, ma anche quelle dell'obbligato principale, perché l'obbligazione del dipendente esiste in quanto esiste quella del principale, per cui se l'obbligato principale non dovrà pagare nulla, anche l'obbligato dipendente sarà liberato.